# Comè
Comè è una città situata nel dipartimento di Mono nello Stato del Benin con 65 369 abitanti (stima 2006).